# Homoeogamia
Homoeogamia är ett släkte av kackerlackor. Homoeogamia ingår i familjen Polyphagidae.
Kladogram enligt Catalogue of Life:
| Homoeogamia | \| \| Homoeogamia brasiliana \| \| \| \| \| \| Homoeogamia mexicana \| \| \| \| |
|             | \| \| Homoeogamia brasiliana \| \| \| \| \| \| Homoeogamia mexicana \| \| \| \| |
|             | Homoeogamia brasiliana                                                          |
|             |                                                                                 |
|             | Homoeogamia mexicana                                                            |
|             |                                                                                 |